# Microstelma
Microstelma là một chi ốc biển nhỏ, là động vật thân mềm chân bụng sống ở biển trong họ Rissoidae.

## Các loài
Các loài trong chi Microstelma gồm có:
- Microstelma columbella (Dall, 1881)[2]
- Microstelma Oshikatai Lan, 2003[3]
- Microstelma vestale (Rehder, 1943)[4]